# Nougatine

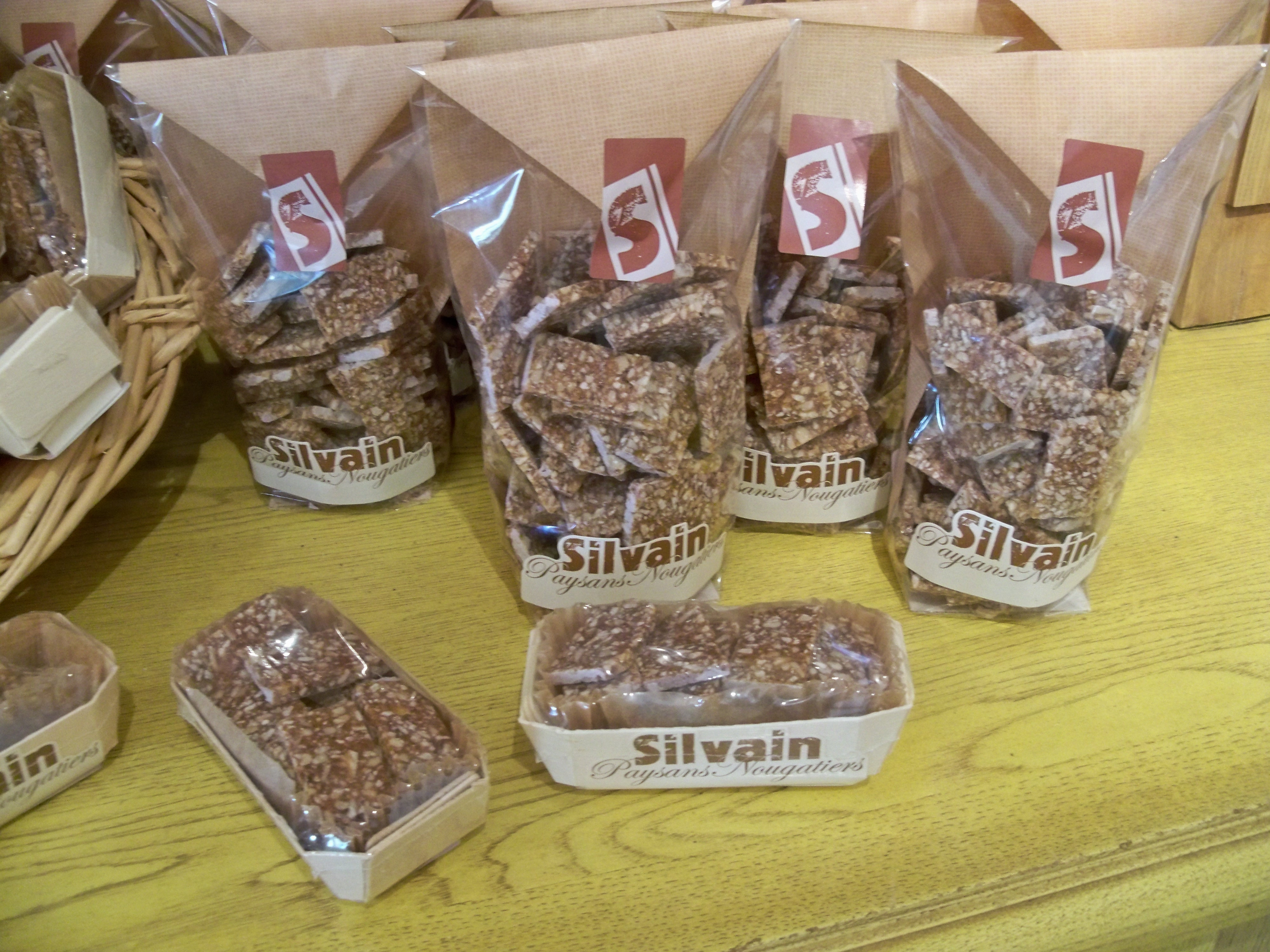
Kant-en-klare nougatine

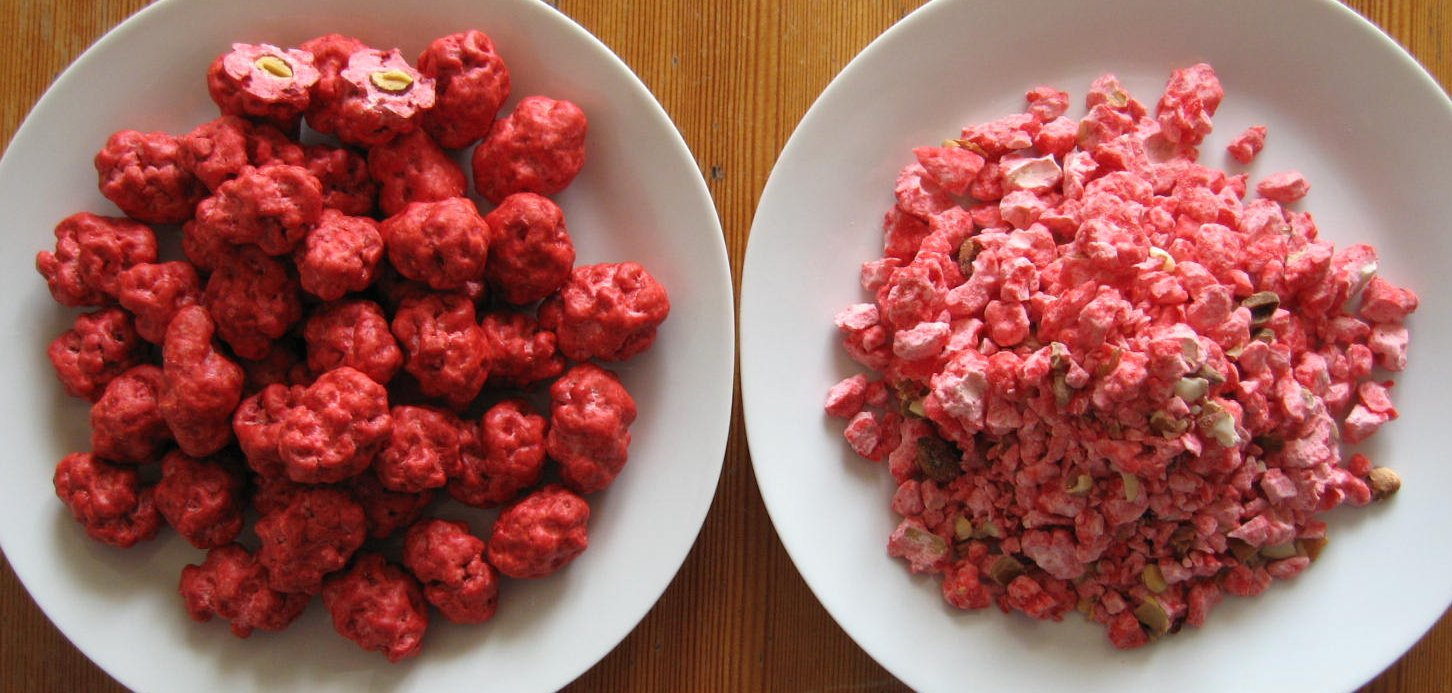
Roze praline, volledig en gehakt

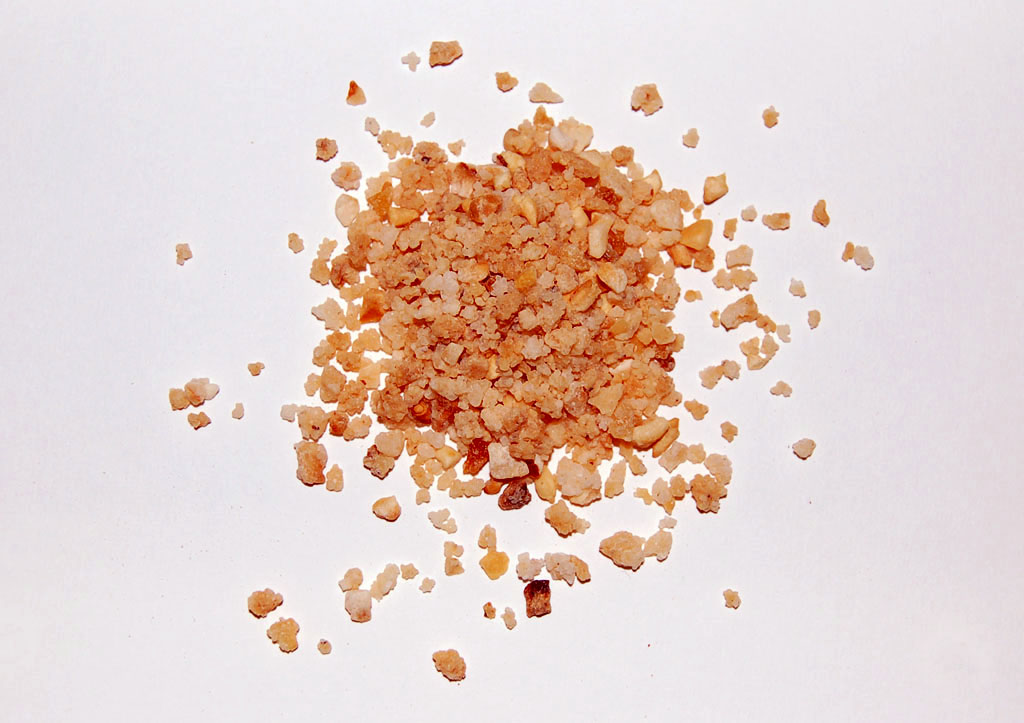
Nougatine als strooisel, in België bresilienne genoemd

Nougatine, (Franse) praline, pralin of (in België) bresilienne is een soort snoepgoed op basis van hazelnoten, amandelen of andere noten en suiker. De noten worden gekaramelliseerd tot een harde karamel. Die kan zo worden gegeten of gehakt tot een krokant strooisel. Het kan, als het nog fijner wordt verhakt, als basis dienen voor pralinépasta. 

## Bereiding
De verhouding tussen hazelnoten en suiker in gewicht bij bereiding is 2:1. De hazelnoten worden in een oven of koekenpan een kwartier geroosterd en na afkoeling voor een fijne nougatine in kleine stukjes geslagen. Een grovere nougatine gebruikt hele hazelnoten of grovere brokken. De suiker wordt in een pan geleidelijk verwarmd en gekaramelliseerd, waarna de noten of nootdelen erdoor geroerd worden en het mengsel op bakpapier wordt afgekoeld. Hierna wordt het mengsel fijngemaakt met hamer of in een mixer.

## Varianten en gebruik
Rond de Middellandse Zee zijn veel varianten bekend. Het zoete, knapperige strooisel kan worden gebruikt om slagroom- of mokkataart, (schuim)gebak, ijs en desserts te decoreren (garneren). De nougatine wordt daarbij vaak op de zijkant van een taart aangebracht. De hazelnoten kunnen desgewenst vervangen worden door andere nootjes, zoals een mix van geroosterde walnoten en amandelen. Nougatine kan zelf worden bereid maar is ook kant-en-klaar te koop. Grotere brokken kunnen ook als snoep worden gegeten.
Een variant hierop in Frankrijk is roze praline (praline roze), waarbij de suiker roos wordt gekleurd met siroop. In Lyon maakt men hiermee roze pralinetaart en in de Savoie is de brioche de Saint-Genix een bekend recept met roze praline.
Gekaramelliseerde pinda's (cacahuètes caramélisées of chouchous) zijn een vergelijkbare specialiteit, waarbij volledige pindanoten worden gekaramelliseerd en zo als snoepje worden gegeten.